# Diante Garrett
Diante Garrett, né le 3 novembre 1988 à Milwaukee, dans le Wisconsin, est un joueur américain de basket-ball. Il évolue aux postes de meneur et d'arrière.